# Delock
Delock est un fabricant de matériel informatique allemand spécialisé dans les produits servant aux connexions (câbles, prises, connecteurs USB, etc.). Il fabrique également des commutateur réseau, des hubs, des pièces détachés et des accessoires pour serveurs ou ordinateurs.
Delock est une marque fondé en 2001 par l'entreprise Tragant Handels und Beteiligungs GmbH qui existe depuis 1992.
Le siège social de Tragant Handels und Beteiligungs est situé  en Allemagne, au 13 Beeskowdamm, à Berlin. L'entreprise propose plus de 7'000 produits et a un effectif supérieur à 50 personnes en 2024.

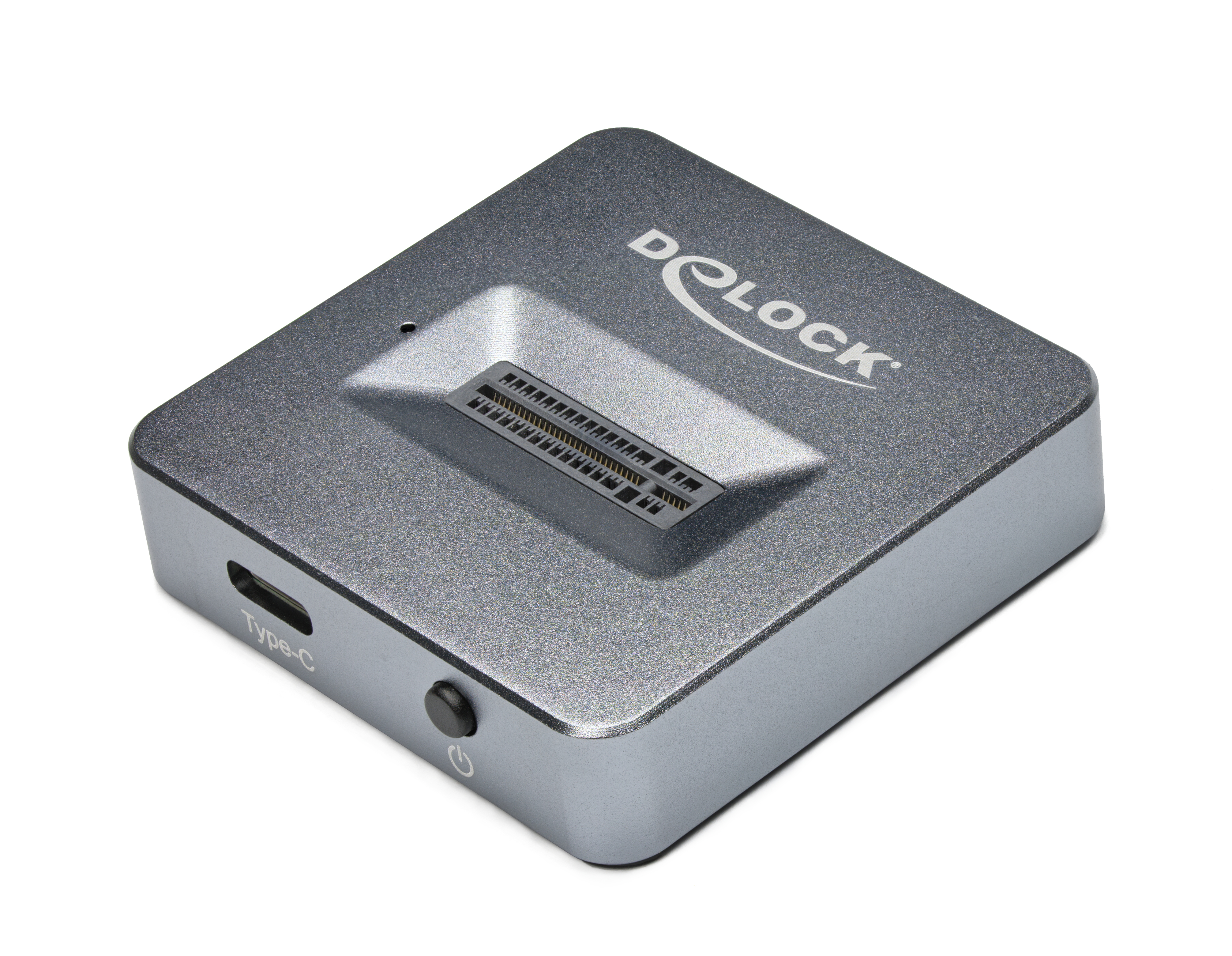
Exemple d'un produit Delock